# Джим Мэйхон Мемориал Трофи
Джим Мэйхон Мемориал Трофи (англ. Jim Mahon Memorial Trophy) — приз, ежегодно вручаемый лучшему бомбардиру среди правых нападающих в Хоккейной лиге Онтарио (OHL) за сезон. Назван в честь Джима Мэйхона, многообещающего игрока, который умер в результате несчастного случая в 1971 году.

## Победители
- 2023-24 — Давид Гойетт, Садбери Вулвз
- 2022-23 — Мэттью Маджио, Уинсор Спитфайрз
- 2021-22 — Лукас Эдмондс, Кингстон Фронтенакс
- 2020-21 — Сезон был отменён из-за пандемии коронавируса
- 2019-20 — Артур Калиев, Гамильтон Булдогс
- 2018-19 — Джастин Бразо, Норт-Бей Батталион
- 2017-18 — Джордан Кайру, Сагино Спирит
- 2016-17 — Алекс Дебринкэт, Эри Оттерз
- 2015-16 — Кевин Лабанк, Барри Кольтс
- 2014-15 — Митчелл Марнер, Лондон Найтс
- 2013-14 — Коннор Браун, Эри Оттерз
- 2012-13 — Сет Гриффит, Лондон Найтс
- 2011-12 — Тайлер Тоффоли, Оттава Сиксти Севенс
- 2010-11 — Тайлер Тоффоли, Оттава Сиксти Севенс и Джейсон Аксон, Китченер Рейнджерс
- 2009-10 — Тэйлор Бек, Гелф Шторм
- 2008-09 — Брайан Кэмерон, Бельвиль Буллз
- 2007-08 — Джон Хьюз, Брамптон Батталион
- 2006-07 — Патрик Кейн, Лондон Найтс
- 2005-06 — Дэйв Болланд, Лондон Найтс
- 2004-05 — Кори Перри, Лондон Найтс
- 2003-04 — Кори Перри, Лондон Найтс
- 2002-03 — Мэтт Фой, Оттава Сиксти Севенс
- 2001-02 — Майк Ренци, Бельвиль Буллз
- 2000-01 — Бранко Радивоевич, Бельвиль Буллз
- 1999-00 — Шелдон Киффи, Барри Кольтс
- 1998-99 — Норм Милли, Садбери Вулвз
- 1997-98 — Максим Спиридонов, Лондон Найтс
- 1996-97 — Джо Сероски, Су-Сент-Мари Грейхаундз
- 1995-96 — Кэмерон Мэнн, Питерборо Питс
- 1994-95 — Дэвид Линг, Кингстон Фронтенакс
- 1993-94 — Кевин Браун, Детройт Джуниор Ред Уингз
- 1992-93 — Кевин Браун, Детройт Джуниор Ред Уингз
- 1991-92 — Даррен Маккарти, Бельвиль Буллз
- 1990-91 — Роб Пирсон, Ошава Дженералз
- 1989-90 — Оуэн Нолан, Корнуэлл Ройалз
- 1988-89 — Стэн Друлия, Ниагара-Фолс Тандер
- 1987-88 — Шон Уильямс, Ошава Дженералз
- 1986-87 — Рон Гудолл, Китченер Рейнджерс
- 1985-86 — Рэй Шеппард, Корнуэлл Ройалз
- 1984-85 — Дэйв МакЛин, Бельвиль Буллз
- 1983-84 — Уэйн Пресли, Китченер Рейнджерс
- 1982-83 — Иэн МакИннис, Корнуэлл Ройалз
- 1981-82 — Тони Танти, Ошава Дженералз
- 1980-81 — Тони Танти, Ошава Дженералз
- 1979-80 — Джим Фокс, Оттава Сиксти Севенс
- 1978-79 — Майк Фолиньо, Садбери Вулвз
- 1977-78 — Дино Сиссаралли, Лондон Найтс
- 1976-77 — Джон Андерсон, Торонто Мальборос
- 1975-76 — Питер Ли, Оттава Сиксти Севенс
- 1974-75 — Марк Напьер, Торонто Мальборос
- 1973-74 — Дейв Горман, Сент-Катаринс Блэк Хоукс
- 1972-73 — Денни Вервергаерт, Лондон Найтс
- 1971-72 — Билли Харрис, Торонто Мальборос